# 坂祥美
坂 祥美（さか よしみ、10月19日 - ）は、日本の女性声優。千葉県出身。A&Gアカデミー出身（1期生）。
2015年11月からは吉村 咲（よしむら さき）名義で活動している。この芸名は、参加している朗読劇団の主宰者・高橋美紀に付けてもらったものである。

## 出演
太字はメインキャラクター

### ゲーム
- 霧の森（時期未定、イルファ[4]）

### ラジオ
2007年
- Voice of A&G Digital 坂祥美の超ラジ!Rookie（2007年 - 2009年、超!A&G+）
- 超ラジ!フェスティバル #2 公開収録（2007年9月1日、超!A&G+）
- アニメ文化通信（2007年 - 2009年、超!A&G+）

2016年
- 高橋美紀のおんぷの気持ち♪（2016年 - 、アニメイトタイムズ） - 第197回からレギュラー出演

### 朗読劇
2012年
- 声の魔法館ヴア・シャルム 第10回公演「霧の森」（イルファ）

2013年
- 声の魔法館ヴア・シャルム 第11回公演「青の彼方へ、君と」（黒岩テツシ）

2014年
- 声の魔法館ヴア・シャルム 第13回公演「歌を忘れたカナリヤたち 〜エンジェルからの贈り物〜」（菅原雅樹）

2016年
- 声の魔法館ヴア・シャルム 第14回公演「ガロン」（ガロン）

2017年
- 声の魔法館ヴア・シャルム 第15回公演「Lamp Tales -ランプテイルズ-」（セフィー）